# Eremoleon dunklei
Eremoleon dunklei är en insektsart som beskrevs av Stange 1999. Eremoleon dunklei ingår i släktet Eremoleon och familjen myrlejonsländor. Inga underarter finns listade i Catalogue of Life.